# Damery (Somme)
Pour les articles homonymes, voir Damery.
Damery est une commune française située dans le département de la Somme, en région Hauts-de-France.

## Géographie

### Localisation
Le village est situé au nord-ouest de Roye, à environ 5 km par la route.

### Géologie, relief, hydrographie
Le territoire est formé d'un sol argileux du limon des plateaux, relativement perméable. Vers le sud, des sables verts et des grès affleurent, en particulier au Bois d'Argile.
Le sous-sol est uniformément calcaire. Dans la vallée, orientée nord-est, des alluvions se sont déposées.
Le territoire est globalement plat, légèrement ondulé, partagé par une vallée qui rejoint l'Avre. Le point culminant du village est relevé à l'intersection du chemin de Damery à Andechy et de la route nationale.
Une nappe phréatique située  à la fin du XIXe siècle à 25 m de profondeur alimentait alors  les puits particuliers. Trois mares pourvoyaient aux besoins des animaux, en l'absence de cours d'eau.

### Hydrographie
La commune est située dans le bassin Artois-Picardie. Elle n'est drainée par aucun cours d'eau.

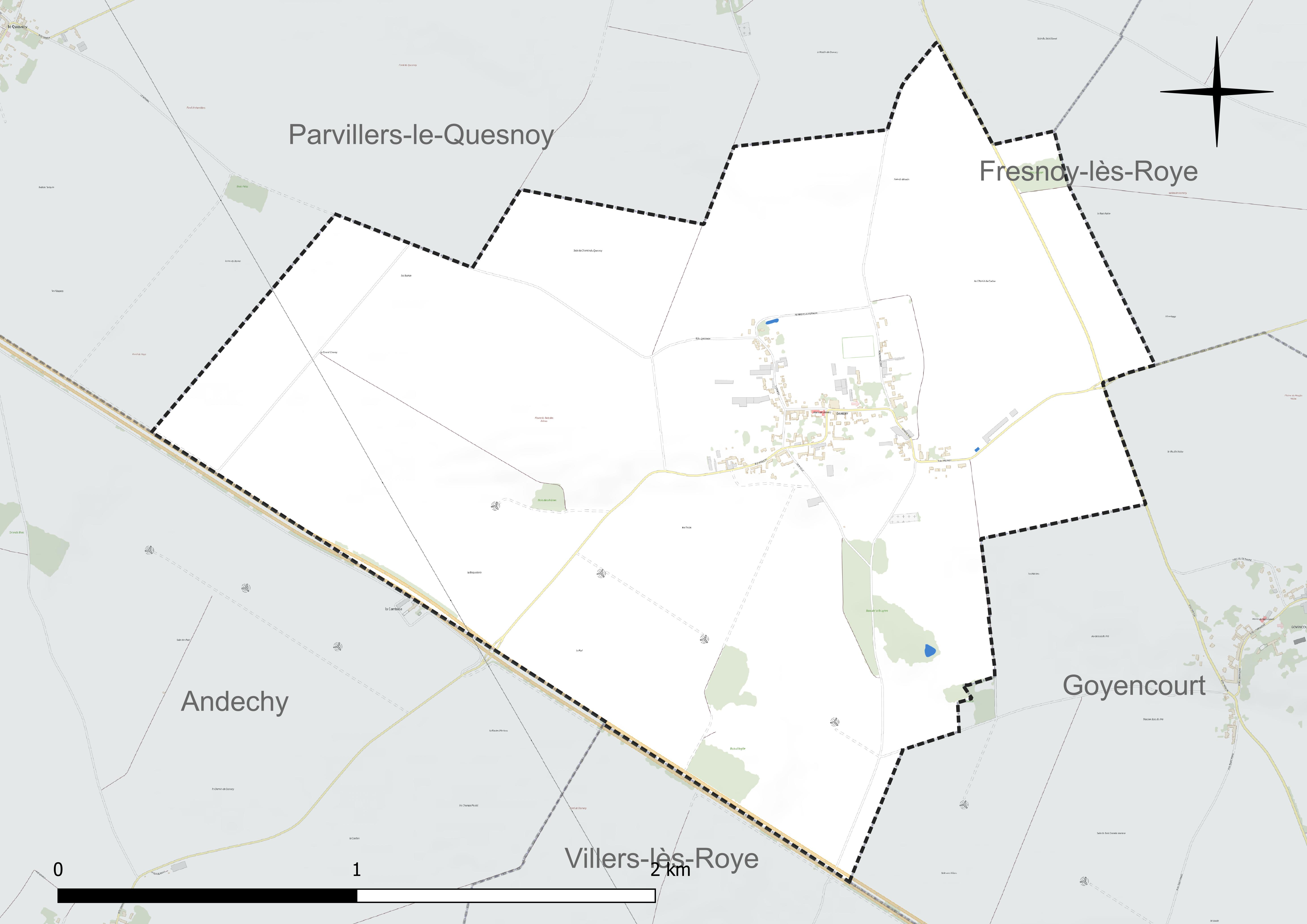
Réseau hydrographique de Damery.

### Climat
Pour des articles plus généraux, voir Climat des Hauts-de-France et Climat de la Somme.
En 2010, le climat de la commune est de type climat océanique dégradé des plaines du Centre et du Nord, selon une étude du CNRS s'appuyant sur une série de données couvrant la période 1971-2000. En 2020, Météo-France publie une typologie des climats de la France métropolitaine dans laquelle la commune est exposée à un climat océanique et est dans la région climatique Nord-est du bassin Parisien, caractérisée par un ensoleillement médiocre, une pluviométrie moyenne régulièrement répartie au cours de l'année et un hiver froid (3 °C).
Pour la période 1971-2000, la température annuelle moyenne est de 10,2 °C, avec une amplitude thermique annuelle de 14,8 °C. Le cumul annuel moyen de précipitations est de 696 mm, avec 11,5 jours de précipitations en janvier et 8,4 jours en juillet. Pour la période 1991-2020, la température moyenne annuelle observée sur la station météorologique la plus proche, située sur la commune de Rouvroy-en-Santerre à 5 km à vol d'oiseau, est de 10,8 °C et le cumul annuel moyen de précipitations est de 635,8 mm,. Pour l'avenir, les paramètres climatiques de la commune estimés pour 2050 selon différents scénarios d'émission de gaz à effet de serre sont consultables sur un site dédié publié par Météo-France en novembre 2022.
| Mois                                  | jan.           | fév.           | mars           | avril         | mai             | juin          | jui.          | août          | sep.          | oct.          | nov.            | déc.           | année      |
| ------------------------------------- | -------------- | -------------- | -------------- | ------------- | --------------- | ------------- | ------------- | ------------- | ------------- | ------------- | --------------- | -------------- | ---------- |
| Température minimale moyenne (°C)     | 1,4            | 1,7            | 3,1            | 4,4           | 8               | 10,6          | 12,3          | 12,3          | 9,8           | 7,5           | 4,1             | 2              | 6,4        |
| Température moyenne (°C)              | 3,8            | 4,6            | 7,2            | 9,8           | 13,3            | 16,2          | 18,3          | 18,4          | 15,1          | 11,5          | 7,1             | 4,4            | 10,8       |
| Température maximale moyenne (°C)     | 6,2            | 7,5            | 11,2           | 15,2          | 18,5            | 21,8          | 24,3          | 24,4          | 20,5          | 15,6          | 10,1            | 6,7            | 15,2       |
| Record de froid (°C) date du record   | −17,5 07.01.09 | −11,6 12.02.12 | −12,5 13.03.13 | −4,8 08.04.03 | −2,3 05.05.1996 | 2,2 05.06.12  | 2,8 03.07.11  | 3,7 02.08.15  | −0,9 25.09.03 | −6,1 24.10.03 | −9,2 24.11.1998 | −14,4 18.12.10 | −17,5 2009 |
| Record de chaleur (°C) date du record | 14,9 09.01.15  | 18 24.02.21    | 24,4 31.03.21  | 27,2 15.04.07 | 30,2 27.05.05   | 35,3 18.06.22 | 41,6 25.07.19 | 39,1 12.08.03 | 34,2 09.09.23 | 28,1 01.10.11 | 19,9 06.11.18   | 16,2 07.12.00  | 41,6 2019  |
| Précipitations (mm)                   | 45,6           | 43             | 44,1           | 39,4          | 61,3            | 55,3          | 63,8          | 62,4          | 45,1          | 58,1          | 52,4            | 65,3           | 635,8      |

## Urbanisme

### Typologie
Au 1er janvier 2024, Damery est catégorisée commune rurale à habitat dispersé, selon la nouvelle grille communale de densité à sept niveaux définie par l'Insee en 2022.
Elle est située hors unité urbaine. Par ailleurs la commune fait partie de l'aire d'attraction de Roye, dont elle est une commune de la couronne,. Cette aire, qui regroupe 35 communes, est catégorisée dans les aires de moins de 50 000 habitants,.

### Occupation des sols
L'occupation des sols de la commune, telle qu'elle ressort de la base de données européenne d'occupation biophysique des sols Corine Land Cover (CLC), est marquée par l'importance des territoires agricoles (92,5 % en 2018), en diminution par rapport à 1990 (100 %). La répartition détaillée en 2018 est la suivante : terres arables (92,5 %), zones urbanisées (7,5 %). L'évolution de l'occupation des sols de la commune et de ses infrastructures peut être observée sur les différentes représentations cartographiques du territoire : la carte de Cassini (XVIIIe siècle), la carte d'état-major (1820-1866) et les cartes ou photos aériennes de l'IGN pour la période actuelle (1950 à aujourd'hui).

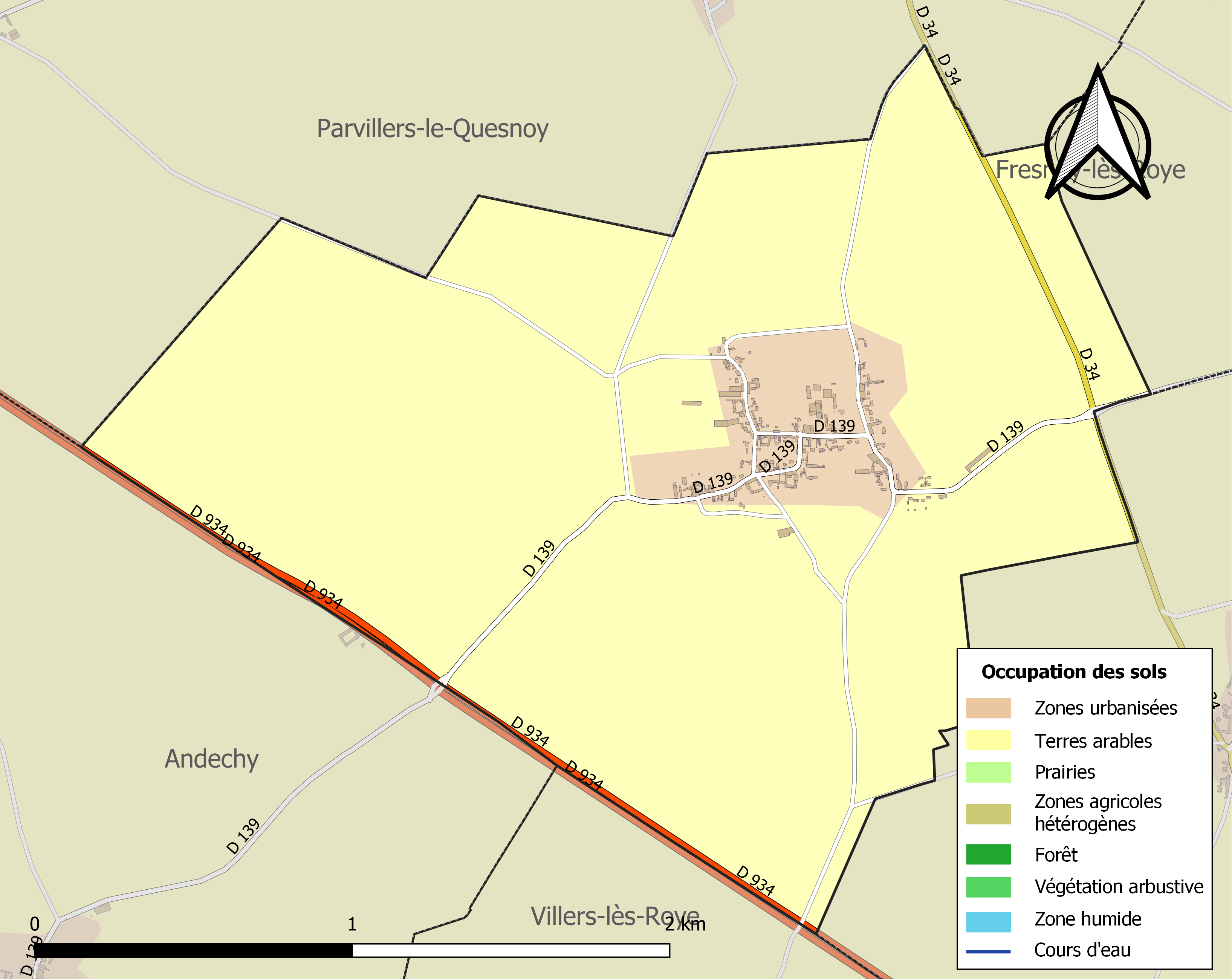
Carte des infrastructures et de l'occupation des sols de la commune en 2018 (CLC).

## Toponymie
De la forme latinisée Domno Regium relevée en 875, à Dalmerio,, puis Damneri en 1200 ; Daumeri en 1213 ; Dameri en 1218 ; Damery en 1218 ; Daumeriachum en 1224 ; Danmeri en 1259 ; Dalmereium en 1265 ; Dampmery en 1648 ; Amery en 1695.
Toponyme dérivé de Domnus Regius, prouve que ce lieu était un domaine royal. L'origine de ce nom est indo-européenne l'étymologie de ce toponyme provient de l'agglutination du latin dominus et nom de personne gallo-romain regius qui signifie : la « terre du seigneur de regius (royal) ».

## Histoire
Une métairie romaine est supposée présente sur la localité : des monnaies datant de Constantin et de Théodose ont été retrouvées sur  le territoire. La chaussée d'Agrippa, conduisant de Lyon à Boulogne, limite le territoire au sud-ouest, attestant d'une vie locale à l'époque romaine.
Au Moyen Âge, le chapitre de Noyon possédait la cense appelée Ferme des Murs de longue date. Un maire gérait alors les biens de la communauté. Des souterrains reliant le château et ladite ferme laissent penser que des moyens de repli ont été établis face aux menaces guerrières de l'époque. L'amiral de Bracquemont était alors la personnalité locale.
En 1632, la peste ravage la population.
En 1636, Florent de Bracquemont, seigneur de Damery et capitaine de Montdidier, inflige une défaite aux Croates et aux Hongrois sous les murs du village. Ceux-ci se vengent en incendiant la localité. En 1653, les soldats de Condé, brûlent à nouveau les maisons mais ne touchent pas au château.
Le village a subi les conséquences des guerres napoléoniennes et de la guerre franco-allemande de 1870 par l'occupation étrangère.

## Politique et administration

### Liste des maires
| Période                                  | Période                | Identité              | Étiquette | Qualité                                                                            |
| ---------------------------------------- | ---------------------- | --------------------- | --------- | ---------------------------------------------------------------------------------- |
| Les données manquantes sont à compléter. |                        |                       |           |                                                                                    |
|                                          |                        | Michel Courboin       |           |                                                                                    |
| Les données manquantes sont à compléter. |                        |                       |           |                                                                                    |
| mars 2001                                | En cours (au mai 2020) | Jean-Pierre Destombes |           | Vice-président de la CC du Grand Roye (2017 → 2020) Réélu pour le mandat 2020-2026 |

## Population et société
Les habitants de Damery se nomment les Dambrions (et Dambrionnes).

### Démographie
L'évolution du nombre d'habitants est connue à travers les recensements de la population effectués dans la commune depuis 1793. Pour les communes de moins de 10 000 habitants, une enquête de recensement portant sur toute la population est réalisée tous les cinq ans, les populations de référence des années intermédiaires étant quant à elles estimées par interpolation ou extrapolation. Pour la commune, le premier recensement exhaustif entrant dans le cadre du nouveau dispositif a été réalisé en 2008.

En 2022, la commune comptait 222 habitants, en évolution de −7,11 % par rapport à 2016 (Somme : −1,26 %, France hors Mayotte : +2,11 %).
| 1793 | 1800 | 1806 | 1821 | 1831 | 1836 | 1841 | 1846 | 1851 |
| ---- | ---- | ---- | ---- | ---- | ---- | ---- | ---- | ---- |
| 422  | 454  | 408  | 457  | 460  | 475  | 485  | 470  | 462  |

| 1856 | 1861 | 1866 | 1872 | 1876 | 1881 | 1886 | 1891 | 1896 |
| ---- | ---- | ---- | ---- | ---- | ---- | ---- | ---- | ---- |
| 455  | 416  | 395  | 367  | 365  | 354  | 349  | 340  | 323  |

| 1901 | 1906 | 1911 | 1921 | 1926 | 1931 | 1936 | 1946 | 1954 |
| ---- | ---- | ---- | ---- | ---- | ---- | ---- | ---- | ---- |
| 311  | 295  | 273  | 179  | 205  | 219  | 246  | 238  | 254  |

| 1962 | 1968 | 1975 | 1982 | 1990 | 1999 | 2006 | 2008 | 2013 |
| ---- | ---- | ---- | ---- | ---- | ---- | ---- | ---- | ---- |
| 227  | 218  | 176  | 184  | 178  | 179  | 206  | 214  | 234  |

| 2018 | 2022 | - | - | - | - | - | - | - |
| ---- | ---- | - | - | - | - | - | - | - |
| 230  | 222  | - | - | - | - | - | - | - |

### Sports
Un club de football a été créé en 1973 sous le nom d'Olympique de Damery.
Il compte 60 licenciés répartis en 3 équipes[Quand ?], ce qui est assez exceptionnel en comparaison du nombre d'habitants[réf. nécessaire].

## Culture locale et patrimoine

### Lieux et monuments
- Église Saint-Vaast.

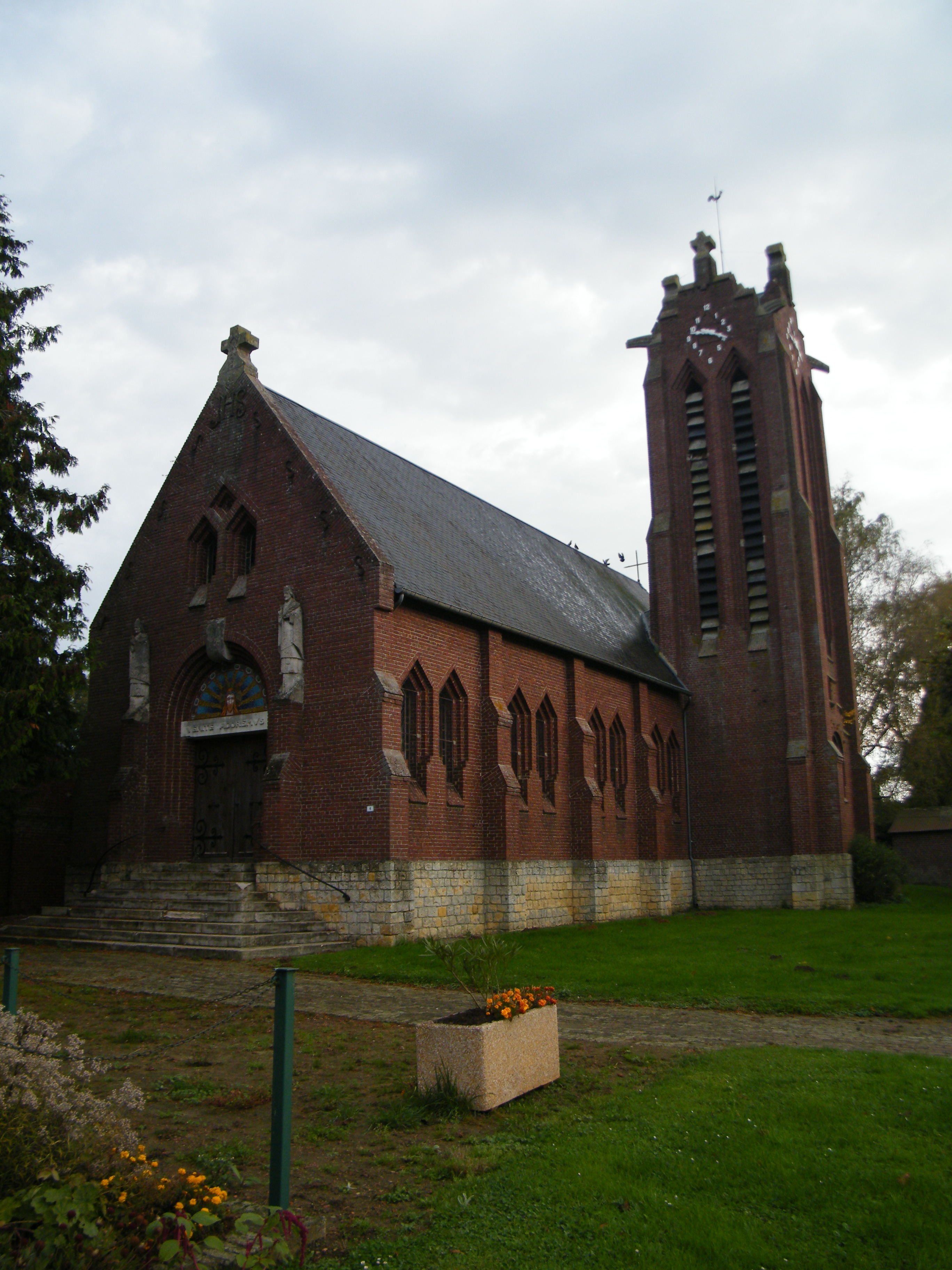
L'église Saint-Vaast.
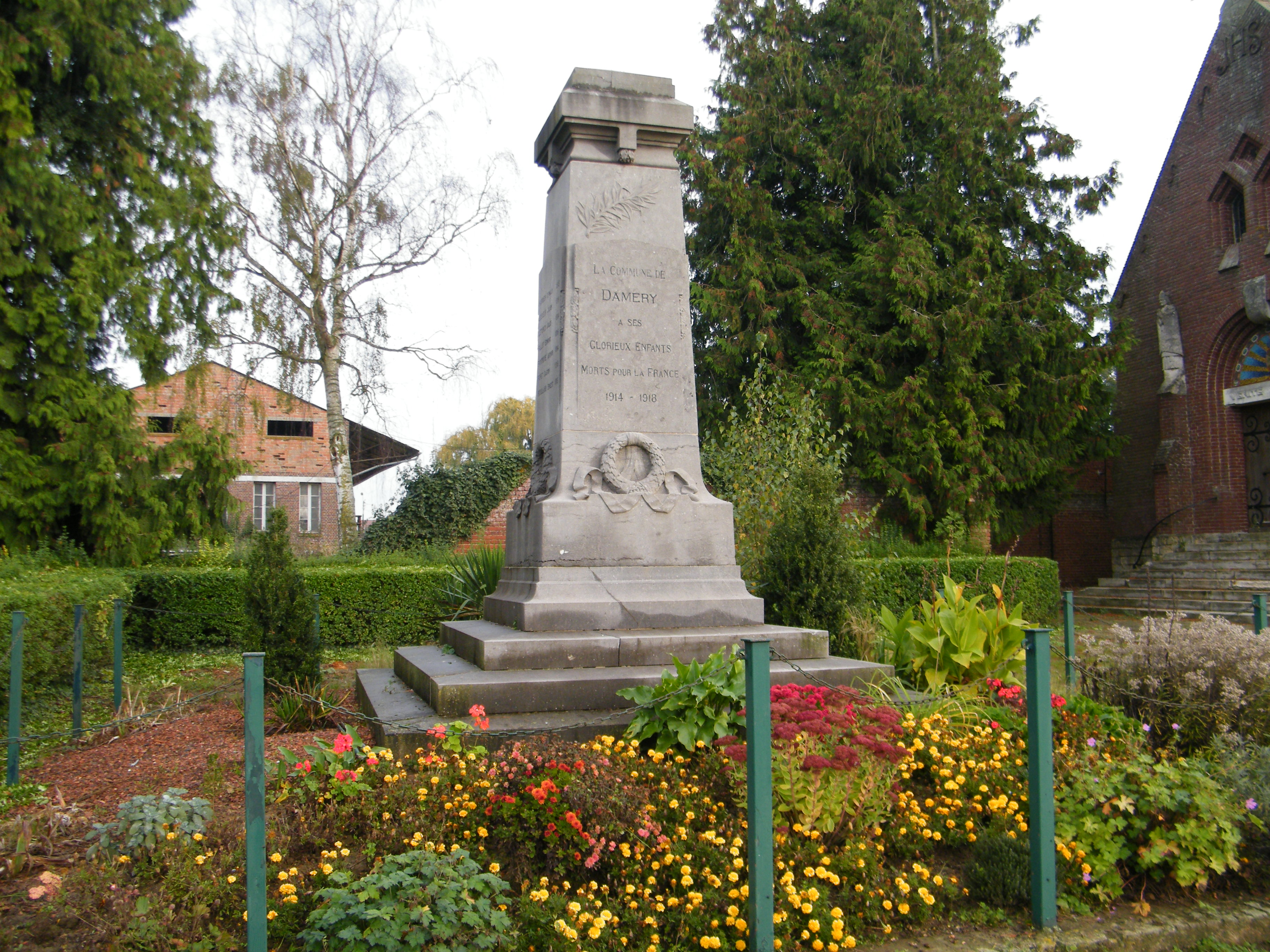
Monument aux morts.
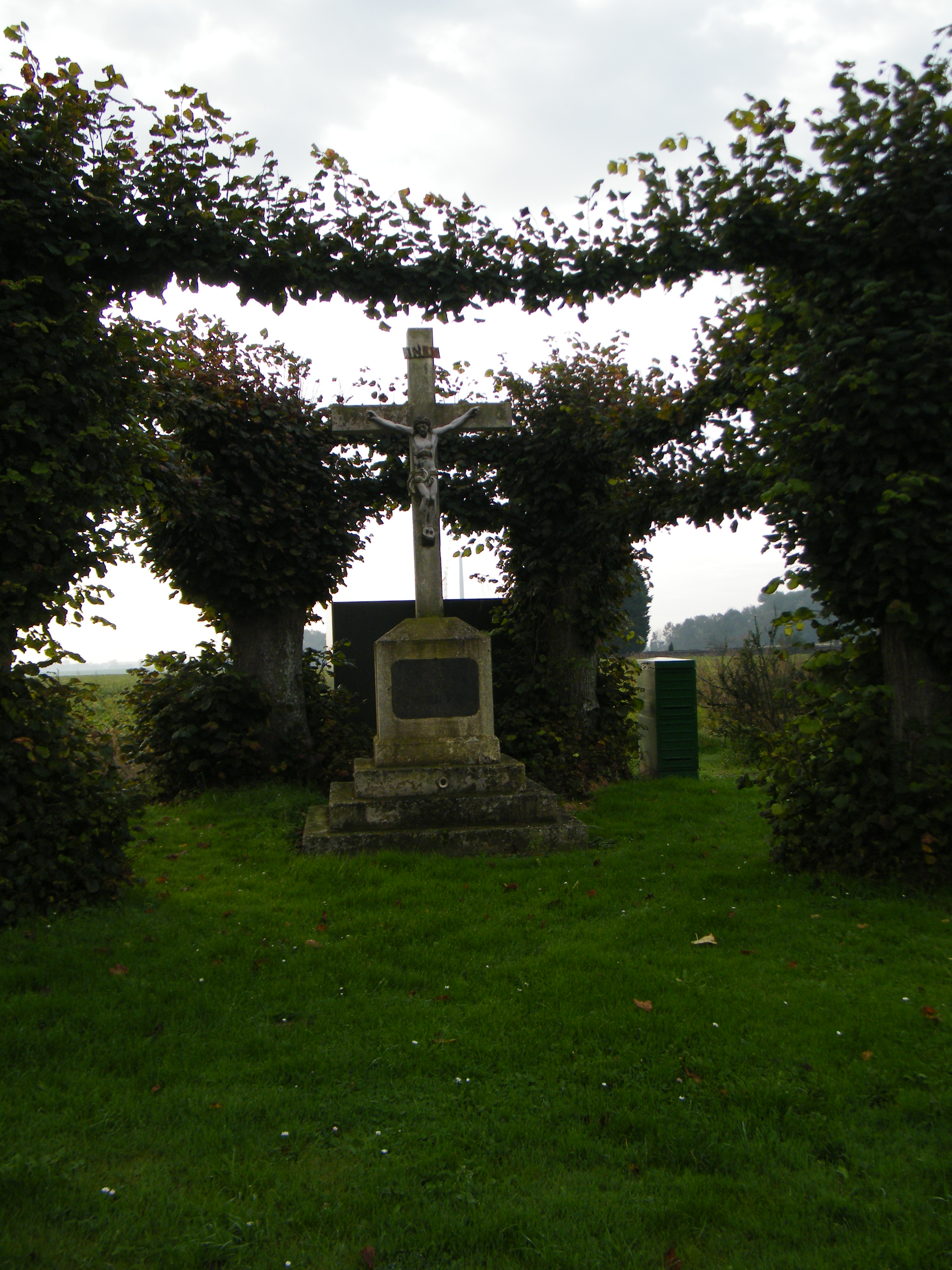
Calvaire vers Goyencourt.

### Personnalités liées à la commune
Le mariage de Gracchus Babeuf est célébré dans le village en 1782.
Eric Fialkowski a reçu en 2013 la médaille de bronze du district de la Somme de football pour ses 40 ans de bénévolat et de travail au sein de l'Olympique de Damery.[réf. nécessaire]
- 1973 : première licence et cofondateur de l'Olympique de Damery,
- 1973-1996 et 1998-2013 : joueur de l'Olympique de Damery,
- 1994-2013 : dirigeant de l'Olympique de Damery,
- 1999-2004 : vice-président de l'Olympique de Damery,
- 2004-2013 : président de l'Olympique de Damery.